# 巴克蘭灣
巴克蘭灣（俄语：Бухта Баклан）是彼得大帝灣的一部分，属滨海边疆区哈桑区，面積22.7平方公里，海岸線長度13.5公里，平均水深4米，最大水深21米。

## 名称
现行的名字来源于鸬鹚。它曾称满洲湾（俄语：Бухта Маньчжур），以满洲号炮舰命名。在珍宝岛冲突后的1972年，为了消除远东地区的中国色彩的地名，它被改为现名。惟原名在当地仍然广泛地使用。

## 地理
海湾北以布留斯半岛的奇罗克角为界，南以克列尔克半岛为限。斯拉维扬卡（土拉子）坐落在其北岸。海湾出口处坐落着翁尔初岛和霍尔图岛两座岛。波伊马河注入其中。海岸被森林覆盖，奇罗克角附近海岸多岩而陡峭，而在阿吉密河口处海岸则平缓多沙，海滩宽30米到100米。涅尔普角分隔了海湾南北两部分。
8月水温达21℃到22℃，浅水区可达26℃到27℃。冬季从1月到3月中旬它被冰覆盖。潮汐高度小，平均16厘米到17厘米，最多不到半米。